# Чимеево
Чимеево — село в Белозерском районе Курганской области. Входит в состав Ягоднинского сельсовета.

## География
Село находится на берегах реки Нияп (приток Тобола), в 41 км (56 км по автодороге) к северо-западу от райцентра с. Белозерского и в 74 км (100 км по автодороге) к северу от г. Кургана.

### Часовой пояс
Чимеево, как и вся Курганская область, находится в часовой зоне МСК+2. Смещение применяемого времени относительно UTC составляет +5:00.

## История

### Археологические памятники
В окрестностях села есть археологические памятники: курганная группа у с. Чимеево. Расположена в 4 км. к юго-востоку от с. Чимеево. Датировка: ранний железный век (VII в. до н. э. — III в. н. э.).

### История села
Точная дата основания деревни Чимеевой неизвестна, некоторые считают, что она заселилась около 1670 года, другие относят ее появление к 1681 году. Название пошло от фамилии первого жителя-каторжника, основавшего поселение.
В административном отношении деревня состояла в ведении слободы Терсюкской, относившейся с начала 1720-х годов к Исетскому дистрикту Сибирской губернии. 13 (24) августа 1737 года дистрикт был включен в состав вновь учрежденной Исетской провинции. 15 (26) марта 1744 года провинция вошла в состав Оренбургской губернии. После открытия в селении в 1750 года самостоятельного прихода оно именуется Чимеевским селом или погостом, а около 1770 года получило статус слободы.
После создания 19 (30) января 1782 года Тобольского наместничества слобода вошла в состав Курганского уезда. 12 (23) декабря 1796 года наместничество преобразовано в Тобольскую губернии. В 1797 году слобода стала центром Чимеевской волости. Около 1873 года волостное правление было перенесено отсюда в село Брылинское, а к 1884 году и волость была переименована в Брылинскую. Село Чимеевское до начала XX в. продолжало по-прежнему именоваться в церковных документах слободой.
По сведениям 1789 года проходили торжки 22 октября (Казанский) и 21 мая (Константиновский). К 1884 году к ним прибавились 6 января (Богоявленский) и 1 августа (Спасский). Торжки эти проводились до начала 1910-х годов и в последующие годы не упоминаются.
В июне 1918 года установлена белогвардейская власть.
В середине августа 1919 года установлена советская власть. 16 августа 1919 года красный 2-й батальон 266-го рабочего имени Малышева полка выступил из с. Першина на д. Стенниково, где занял оборону белый 69-й Сибирский полк с батареей из трех 76-мм орудий.
В 1919 году образован Чимеевский сельсовет. 14 июня 1954 года объединён с Могилевским-2 сельсоветом в Могилевский сельсовет. 27 августа 1962 года Могилевский и Лебяжьевский сельсоветы объединены в Чимеевский сельсовет. 18 марта 1975 года Чимеевский сельсовет переименован в Ягоднинский сельсовет.
В годы советской власти жители работали в колхозе «Искра», затем в колхозе «Октябрь».
В 2000 году в Чимеево снимался документальный фильм о местных святынях. Режиссер — автор передачи «Играй, гармонь любимая!» Геннадий Заволокин. Фильм получился музыкальным, в него вошли песни Заволокина о православной вере в исполнении фольклорного ансамбля «Частушка».
С 2011 года ежегодно в июле проводится Открытый межрегиональный фестиваль православного творчества «Чимеевская Святыня». Первый фестиваль был посвящен православной песне и назывался «Истина в любви».

## Население
| 1763 | 1782 | 1792 | 1816  | 1834 | 1850 | 1858 |
| ---- | ---- | ---- | ----- | ---- | ---- | ---- |
| 374  | →374 | ↗432 | ↗536  | ↗630 | ↗701 | ↗740 |
| 1863 | 1893 | 1912 | 1926  | 1989 | 2002 | 2010 |
| ↗777 | ↗822 | ↗954 | ↗1219 | ↘461 | ↗483 | ↘446 |

По данным Ревизии податного населения 1719 года (Книга Терсюцкой слободы крестьянам и бобылям именная) в деревне Чимиевской проживало 34 крестьянина и 25 бобылей (учтено только мужское население).
Национальный состав
- По переписи населения 2002 года проживало 483 человека, из них русские — 99 %.
- По переписи населения 1926 года проживало 1219 человек, из них русские 1217 чел., латыши 2 чел.

## Общественно-деловая зона
В селе есть Чимеевский сельский Дом культуры (филиал Муниципального казенного учреждения культуры «Ягоднинское культурно-досуговое объединение») и Чимеевская сельская библиотека.
В деревне есть дошкольное образовательное учреждение «Чимеевский детский сад».
В 1960 году установлен обелиск, увенчанный пятиконечной звездой. На гранях основания памятника установлены плиты с фамилиями, погибших в Великой Отечественной войне.
На западе села расположено кладбище.

### Церковь и монастырь
Чимеево — один из главных духовных центров Урала и Зауралья. В селе располагается Свято-Казанский Чимеевский мужской монастырь.
Со времени своего основания д. Чимеева состояла в приходе Николаевской церкви слободы Терсюкской, расположенной в 35 верстах к северо-западу.
По сохранившемуся преданию известно, что около 1746 года Казанская икона Божией Матери с предстоящими Святителем Модестом, Патриархом Иерусалимским и Пророком Илией приплыла в село по водам реки Нияп, двигаясь вверх по ее течению в вертикальном положении. Написана на трех досках, скрепленных между собой сквозными шпонками. Размер иконы: 108 х 89 см. Образ поставили в доме крестьянина этой деревни Семена Брагина в подобающем месте в сенях. Вскоре местные обыватели без чьего-либо разрешения начали в деревне строительство деревянной часовни в честь Явления Казанской иконы Пресвятой Богородицы. В 1746 году здание уже было возведено ими до половины сруба, когда об этом узнан вновь назначенный на приход священник Терсюкской Николаевской церкви Игнатий Иноземцев. Он не запретил прихожанам окончить строительство, а по его завершении разрешил им внести в часовню имевшиеся образа, в том числе икону Пресвятой Богородицы, и собираться в этой часовне в воскресные и праздничные дни для моления.
О существовании самовольно возведенной и не освященной часовни епархиальному начальству стало известно из донесения Рафайловского заказчика иеромонаха Рафайловского Троицкого монастыря Андриана митрополиту Тобольскому и Сибирскому Сильвестру от 10 (21) ноября 1749 года. Заказчик узнал о часовне из доноса дьякона Терсюкской церкви Федора Резанова от 29 октября (9 ноября) 1749 года. В декабре 1749 года указом Тобольской консистории на имя Рафайловского заказчика иеромонаха Рафайловского Троицкого монастыря Андриана часовню, как устроенную в нарушение указа императрицы Анны Иоанновны о запрещении строительства часовен от 1734 года велено было упразднить, а имевшиеся в ней образа и утварь передать в приходскую церковь. В феврале 1750 года прибывшим в д. Чимееву иероманахом Андрианом часовня была разобрана, а стоявшие в ней три иконы: Богоматери Казанской, Царя Константина и Прокопия и Иоанна Устюженских чудотворцев перевезены в Терсюкский храм.
Для подачи епархиальному начальству прошения 22 июня (3 июля) 1750 года прихожанами был избран крестьянин д. Брагиной Григорий Брагин, который и отправился в г. Тобольск в архиерейскую консисторию. Прошение было подано им митрополиту Тобольскому и Сибирскому Сильвестру 8 (19) августа 1750 года. Согласно резолюции Преосвященного Сильвестра от 9 (20) августа 1750 года открыт отдельный Чимеевский приход, который первоначально состоял в ведении Рафайловского заказа. Храмозданной грамотой от 10 (21) августа 1750 года Преосвященный определил Рафайловскому заказчику игумену Троицкого монастыря иеромонаху Андриану заложить храм и велеть строить его длиной 8 аршин, шириной 4 аршина, высотой в 6 венцов, а также завести необходимую утварь. В сентябре 1750 года по приказу иеромонаха Андриана были переданы хранившиеся в Терсюкском храме образа из разобранной часовни. 8 (19) февраля 1754 года митрополит подписал благословенную грамоту, в которой определил Рафайловскому заказчику игумену Троицкого монастыря Александру построенную в Чимеевском погосте Богородице-Казанскую церковь освидетельствовать и освятить. В сохранившихся метрических книгах указано, что в 1758 году Богородицкая церковь относилась к Исетскому заказу, а с 1759 года — к Рафайловскому заказу. Священником в те годы был Алексей Кокшарский.
5 (16) ноября 1778 (по другим данным 1770) года церковь сгорела от неправильной топки печи. Огонь полностью уничтожил иконостас, церковную утварь, но Чудотворная икона оказалась целой, только опалился верхний угол, да доска слегка потемнела. Следы ожогов видны на правой щеке Божией Матери. Резолюцией Преосвященнейшего Варлаама, епископа Тобольского и Сибирского, от 22 ноября (3 декабря) 1778 года прошение о строительстве новой церкви было удовлетворено, а 30 ноября (11 декабря) 1778 года им была подписана благословенная грамота, в которой было определено заказчику настоятелю Троицкого Рафайловского монастыря игумену Маргариту заложить в слободе Чимеевской новую двухпрестольную деревянную церковь.
Храм был заложен игуменом Маргаритом соборно с местным причтом 12 (23) мая 1779 года. К октябрю 1779 года трапезная часть храма с приделом Святых Константина и Елены была построена. Рапортуя об этом епископу Варлааму 3 (14) октября 1779 года, заказчик испросил благословения на освящение придела с выдачей антиминса. 16 (27) октября 1779 года Преосвященнейшим Варлаамом подписал благословенную грамоту на имя игумена Маргарита, предписывая ему освятить устроенный в трапезе придел на новом антиминсе. Придельная теплая церковь во имя Святых Равноапостольных царей Константина и Елены было освящена 8 (19) декабря 1779 года Рафайловским заказчиком игуменом Маргаритом соборно с местным причтом.
В конце 1780-х годов храм был подчинен Курганскому духовному правлению. Главный холодный храм в честь Явления Казанской иконы Божией Матери был освящен только в 1794 году по благословенной грамоте Преосвященнейшего Варлаама от 4 марта того же года на старом антиминсе, оставшемся от сгоревшей церкви.
К концу 1820-х годов здание обветшало, пришла в негодность тесовая крыша, сгнила северная стена, а все строение, возведенное без всякого фундамента, склонилось в сторону алтаря. По указу Тобольской духовной консистории в 1833—1834 годах здание отремонтировано. В эти же годы тщанием прихожан был устроен новый иконостас.
В 1852 году часть деревень отошла в новый Брылинский приход.
В 1853—1854 годах крыши и купола были перекрыты листовым железом под зеленой краской, а опалубка внешних стен здания выкрашена в белый цвет. В 1858 году был произведен ремонт иконостаса в холодной Богородице-Казанской церкви, а вместо имевшейся ветхой тёсовой церковной ограды была устроена новая деревянная решетчатая, окрашенная зеленой краской, ограда.
В мае 1875 г. прихожане постановили вновь отремонтировать храм на собственные средства: все здание снаружи окрасить белой краской, а крыши — зеленой, перекрыть протекающую крышу холодной церкви, поновить и обшить тесом крыльцо западного входа, в паперти перестлать пол, а стены и потолки выбелить. Был заключен контракт с подрядчиком шадринским мещанином Зверевым на ремонт храма, а в июле 1876 года ремонт храма им был завершен. Церковь существовала до 1888 года.
В 1889 году была построена часовня для отправления в ней богослужений до окончания строительства приходской церкви. Находилась она на открытом в 1888 г. новом сельском кладбище. После освящения в 1890 году храма проведение постоянных богослужений в часовне прекратилось, но продолжалось совершение местным причтом молебнов в дни памяти Святых Равноапостольных царей Константина и Елены, в честь которых она была освящена. В начале 1910 года священник Чимеевской церкви Василий Соколов ходатайствовал перед епархиальным начальством о разрешении ему перестроить кладбищенскую часовню в приходскую богадельню для призрения престарелых и бесприютных лиц. Указом Тобольской духовной консистории от 22 декабря 1910 (4 января 1911) года перестройка эта была разрешена. В 1911 г. работы по устройству богадельни были окончены.
26 января (7 февраля) 1888 года получено благословение Епископа Тобольского Авраамия на строительство нового храма в честь явления Казанской Иконы Пресвятой Богородицы на прежнем месте. Новая церковь была заложена 7 (19) мая 1889 года благочинным протоиереем Александром Елеонским и местным священником Иаковом Серебренниковым. Постройка велась по типовому плану под № 11 из сборника Высочайше одобренных проектов 1856 г. Освящение храма состоялось 21 мая (2 июня) 1890 года. Деревянное на каменном фундаменте здание, крытое окрашенным в зеленый цвет железом, с такой же в одной связи колокольней с одним ярусом звона. В здании были устроены пятнадцать больших окон с железными решетками и два малых, а также три входных двери. Оно было увенчано одной большой обшитой железом главой и шестью малыми: четырьмя на самом храме и по одной на алтаре и колокольне. На всех главах имелись гладкие металлические кресты.
26 июля (7 августа) 1893 года вместо отца Иакова Серебренникова в Казанский храм села Чимеево был назначен отец Василий Соколов. В 1896 году здание снаружи было обшито тесом, а в 1897 году оштукатурено внутри. Как внутренние, так и внешние стены впоследствии были окрашены масляной краской и не имели никаких росписей. В 1901 году церковный староста Филипп Благинин на свои средства вызолотил на храме кресты. Указом Тобольской духовной консистории от 25 апреля (8 мая) 1905 года было разрешено устроить новую церковную ограду с деревянной сторожкой, окрасить новые постройки, а также возобновить окраску и самого храма. Работы эти были проведены к середине июля 1906 года. В 1909 году шадринским иконописцем Анатолием Прохоровичем Кречетовым создан новый иконостас. Иконы, оставшиеся от старого иконостаса, указом Тобольской духовной консистории от 11 (24) октября 1911 года было разрешено раздать прихожанам. До 1935 года на колокольне располагались 6 колоколов, самый большой был весом 25 пудов. Звон их был запрещен постановлением президиума Белозерского райисполкома от 7 декабря 1934 года.
В 1930 году отца Василия Соколова арестовали. Вместо него в храм приехал служить отец Александр Бердинский. В 1937 году арестован и расстрелян священник и богослужения в храме прекратились.
В 1943 году Чашинский райисполком принял решение переоборудовать храм под зернохранилище. Все иконы и церковная утварь прихожане перенесли в алтарь, вход в который забили досками, а основное помещение было занято под глубинный пункт хранения зерна, располагавшийся здесь в течение нескольких лет. Говорят, что при переоборудовании храма, когда все иконы были сняты со стен, образ Казанской Богоматери так и не смогли сдвинуть с места несколько человек. Председатель сельсовета Гурьян Гладков, хотел топором разрубить образ Богоматери, но невидимой силой был отброшен назад, у него открылось сильное кровотечение из носа и рта, и через три дня он умер. Овёс засыпали через верхние окна. За время нахождения в здании зернохранилища в церкви полностью сгнили полы, но в остальном она не пострадала. Учитывая многочисленные просьбы верующих и их массовые моления вне храма и в церковной сторожке Курганский облисполком в сентябре 1946 года признал целесообразным передать здание в их пользование. Решение Совета по делам Русской православной церкви при Совете Министром СССР об открытии Чимеевской церкви было утверждено 22 марта 1947 года. В том же году епископом Свердловским и Ирбитским Товией сюда был назначен настоятель протоиерей Пётр Трофимов. 6 ноября 1953 года отца Петра перевели для служения в село Боровское в храм Святителя Николая, а в Чимеево был назначен настоятелем отец Василий Кокорин. В сентябре 1961 года настоятелем храма был вновь назначен отец Пётр, который вплоть до своей кончины последовавшей в 1977 году был настоятелем этого храма. Когда священником был отец Евгений Храмов, икону Божьей Матери перенесли ближе к алтарю. В 1993 году настоятелем был протоиерей Андрей Алешин. Летом 1998 года он переехал на новое место служения. В сентябре 1999 года Владыка Михаил благословил иеромонаха Арсения (Поснова) на настоятельство. В 2000 году он возведен в сан игумена. В декабре 2009 года игумен Арсений был назначен настоятелем Свято-Успенского мужского монастыря в Орле. Вскоре он вернулся в Чимеево и умер 6 сентября 2011 года.
В начале 2000-х годов на берегу реки Нияп, на месте обретения чудотворной иконы, была выстроена небольшая деревянная часовня с куполом и крестом. Освящена она была в честь Явления Казанской иконы Божией Матери настоятелем Чимеевской церкви игуменом Арсением Посновым в сослужении с благочинным Центрального округа иереем Сергием Еремеевым, настоятелем Костылевского прихода Куртамышского района иереем Сергием Шумковым и иереем Сергием Киржацким. Часовня открыта для посещения паломниками только в летнее время.
17 июля 2002 года был образован Казанский Чимеевский мужской монастырь. На проходившем в этот день заседании Священного Синода Русской Православной Церкви, было принято решение удовлетворить прошение Епископа Курганского и Шадринского Михаила (Расковалова) о преобразовании Казанского прихода села Чимеево в Казанско-Богородицкий мужской монастырь.
В 2003 году был заложен новый двухэтажный двухпрестольный храм. Строительство велось в течение шести лет на средства тюменского благотворителя. Нижний цокольный этаж был выстроен из кирпича, верхний — деревянный с кирпичной облицовкой — отстроен к декабрю 2005 года. На следующий год началось возведение купольной части. К 2009 году. на храме были установлены три золоченых купола с крестами — на самой церкви, на алтаре и над папертью, так как колокольни при нем не предусмотрено. Работы по росписи храма провел иконописец Чимеевского монастыря Сергей Осипов. Нижний храм с баптистерием посвящен памяти Преподобного Александра Свирского. Главный престол в честь иконы Божией Матери «Неупиваемая Чаша», расположенный в верхней церкви, был освящен 12 августа 2010 года архиепископом Курганским и Шадринским Константином в сослужении с наместником Чимеевского монастыря иеромонахом Серафимом Дмитриевым, духовенством монастыря и настоятелем Кирилло-Мефодиевского прихода города Кургана протоиереем Димитрием Алексеевым.
22 марта 2004 года по ходатайству епископа Михаила Патриарх Московский и всея Руси Алексий II благословил внести Чимеевский список Казанской иконы Божией Матери в православный месяцеслов как чудотворный список Казанского образа. 19 апреля 2004 года икона официально канонизирована. Днём празднования установлено 21 июля.
В 2004 году состоялась закладка фундамента двухэтажного каменного братского корпуса с домовым храмом в верхнем этаже. Возведение его началось в октябре 2005 года и велось строительной артелью из г. Воронежа под управлением Игоря Владимировича Бурова. 17 сентября 2007 года в день памяти Святителя Митрофана Воронежского на выстроенном келейном корпусе были установлены три золоченых купола с крестами. После этого началась внутренняя отделка здания и установка иконостаса в домовой церкви. Храм в честь Преподобного Серафима Саровского был освящен 12 марта 2011 года архиепископом Курганским и Шадринским Константином, которому сослужили наместник монастыря иеромонах Серафим Дмитриев и настоятель прихода Преподобного Серафима Саровского поселка Красный Октябрь Каргапольского района иерей Михаил Артемов.
В 2005 году был произведен ремонт крыши и установлены новые золоченые купола. К 2007 году пристроена церковная ризница. 15 июля 2007 года, в праздник Положения честной ризы Пресвятой Богородицы во Влахерне, на чудотворный образ была возложена новая серебряная риза, а старый медный оклад поместили на специально изготовленную копию иконы.
В декабре 2009 года наместником стал иеромонах Серафим (Дмитриев). В 2012 году началась реконструкция внутренних помещений храма, в результате которой был отремонтирован и обновлен иконостас, а стены расписаны священными изображениями самарским иконописцем Сергеем Александровичем Осиповым.
В 2015 году наместником стал иеромонах Феодосий (Битнер Александр Славович). В марте 2017 года наместником стал иеромонах Пётр (Синчилов Петр Петрович).
3 июля 2019 года в 14:15 поступило сообщение о возгорании в Чимеево, локализовали возгорание в 14:49, ликвидировать открытое горение удалось в 16:04. В тушении пожара участвовали 15 человек и 8 единиц техники. Это пожарные подразделения ПСЧ-21, ПСЧ-24, МПО «Ягодное», МПО «Першино», МПО «Стеклозавод», МПО «Брылино». Погибших и пострадавших в результате пожара нет. Возгорание произошло из-за короткого замыкания у кондиционера, находящегося с наружной стороны храма. В день пожара прибыла бригада из Тюмени, которая устанавливала кондиционер, загорелось после того, как они закончили работу. Пламя разгорелось очень быстро. В течение 15 минут охватило все здание. Икону пытались вынести, но она находилась в саркофаге с пятимиллиметровым антиударным бронированным стеклом, и ее сложно было оттуда извлечь, а ключи от замка были у наместника монастыря отца Петра (Синчилова), который уехал утром в Курган. Икона сгорела и восстановлению не подлежит, от нее остались лишь фрагменты металлического оклада. Погиб и оригинальный деревянный иконостас, отполированный клыком волка. Изображение Богоматери на панагии, которая висела за стеклом на иконе, не тронуло огнем. Панагия была принесена в дар Архиепископом Константином. Удалось спасли из огня саркофаг с мощами святых и частицей Креста Господня. Частично уцелела часть духовной библиотеки. Сохранилась часть лика Божьей Матери с копии иконы, которая была в алтаре. При разборе сгоревших конструкций нашли немного зерна, оставшегося от зернохранилища 1943—46 гг. Среди драгоценных украшений иконы были бриллианты на 22 карата, после пожара 16 карат было обнаружено.
Для восстановления храма 12 июля 2019 года создан Благотворительный фонд «Чимеевская святыня», стоимость проекта по строительству нового храма на месте сгоревшей церкви составляет порядка 31 млн рублей.
31 октября 2019 года в монастырь был передан новый список образа Казанской-Чимеевской иконы Божией Матери. Его написал иконописец протоиерей Андрей Николаевич Ваньков, настоятель прихода Покрова Божией Матери села Колташево Кетовского района Курганской области. В образ вкраплены сохранившиеся фрагменты прежней иконы.

### Источник с целебной водой
По преданию почти одновременно с явлением чудотворной иконы в сосновом бору недалеко от села открылся источник с целебной водой, бьющий из земли и стекающей ручьем в долину реки Нияп. В годы советской власти источник был засыпан, а территория превращена в свалку. После возобновления в храме богослужений в 1947 году источник, почитаемый местными жителями святым, был прихожанами расчищен, а в середине 1990-х годов они заключили его в специальный сруб и обустроили прилегающую территорию. В 1996 году по благословению епископа Курганского и Шадринского Михаила источник был освящен на Пасхальной седмице в день чествования иконы Божией Матери «Живоносный Источник». Вскоре была сооружена часовня в виде крыши на столбах, а внутри поместили икону Божией Матери «Живоносный Источник». По благословению священноархимандрита Чимеевской обители митрополита Курганского и Белозерского Иосифа была произведена реконструкция часовни, которая завершилась 17 октября 2015 года: проведена очистка источника с заменой колодца, устроены новые фундамент, пол, сруб, крыша. После этого был освящен и воздвигнут на обновленную часовню золоченый купол с крестом.
Кроме надкладезной часовни, в 1996 году ниже по течению исходящего из источника ручья началось обустройство купели для многочисленных паломников, приезжавших для омовений в целебной воде. В конце 2000-х годов на этом месте завершилось возведение деревянного здания купальни, увенчанной тремя золочеными куполами. К 2004 году при дорожке, ведущей от источника к купальне, была установлена маленькая деревянная часовня с куполом и крестом.

## Известные жители

### Первопоселенцы
Ревизии податного населения 1719 года (Книга Терсюцкой слободы крестьянам и бобылям именная). Список глав семей:
- Иван Васильев сын Пелмень.
- Иван Никитин сын Ослоповской.
- Захар Игнатьев сын Плотников.
- Иван Парфенов сын Сорокин.
- Сила Иванов сын Пелменев.
- Козма Андреев сын Сорокин.
- Борис Клементьев сын Омелиных.
- Данило Ларионов сын Поспелов.
- Игнатий Иванов сын Усолец.
- Леонтий Самойлов сын Портнягин.
- Тимофей Павлов сын Тюменец.

В той же деревне Чимиевской бобыли. Список глав семей:
- Емельян Мокеев сын Петухов, у него Исаак (?) Петров сын Вагинов.
- Матвей Кондратьев сын Бородин.
- Герасим Иванов сын Путиловых. Живет на подворье в пашенной избе у крестьянина Терентия Шеропина.
- Иван Яковлев сын Гришаков. Живет на подворье у вдовы Елены Дмитриевой.
- Иван Самойлов сын Серпов. Живет на подворье Тебеняцкой слободы у крестьянина Степана Князева.
- Емельян Романов (?) сын Шутов. Живет на подворье у крестьянина Захара Плотникова.
- Василий Кондратьев сын Бородин. Живет на подворье у крестьянина Ивана Сорокина.
- Семен Кондратьев сын Бородин. Живет на подворье у крестьянина Бориса Омелиных.
- Михайло Осипов сын Копыков (?). Живет на подворье у крестьянина Леонтия Портнягина.
- Михайло Осипов. Живет на подворье у крестьянина Данилы Поспелова.